# ATP Estoril Open 2024
Estoril Open 2024 — тенісний турнір, що проходив на ґрунтових кортах у місті Кашкайш, Португалія з 1 до 7 квітня. Належав до категорії ATP 250.

## Фінальна частина

### Одиночний розряд
Губерт Гуркач —  Педро Мартінес 6–3, 6–4

### Парний розряд
Ґонсало Ескобар /  Олександр Недовєсов —  Садіо Думбія /  Фаб'єн Ребуль 7–5, 6–2